# Конкордије Сполетски
Конкордије је био хришћански светац и мученик. Живео је у италијанском граду Сполету у 2. веку.
Био је велики испосник. У хришћанској традицији помиње се да је чинио бројна чуда. За време владавине цара Антонина ухапшен је због вере у Христа. После мучења и тамновања изведен је пред каменог идола Диа, да му се поклони. Он је пљунуо на идола, и због тога је одмах посечен.
Српска православна црква слави га 4. јуна по црквеном, а 17. јуна по грегоријанском календару.